# George Caridia
George Aristides Caridia (Calcutá, 20 de fevereiro de 1869 — Londres, 21 de abril de 1937) foi um tenista britânico. Medalhista olímpico de prata em simples indoor, e duplas indoor com George Simond.